# Camooweal
Camooweal est une petite ville du nord ouest du Queensland, en Australie, située à 188 kilomètres au nord ouest de la ville de Mont Isa, et à 12 kilomètres à l'est de la frontière avec le Territoire du nord. L'administration locale est fournie par le Conseil de Mont Isa. La ville est située sur l'autoroute Barkly Highway et jouxte la rivière Georgina.
Camooweal fut déclarée au journal officiel en 1884.
Camooweal possède un aéroport (code AITA : CML).